# Banbury cake

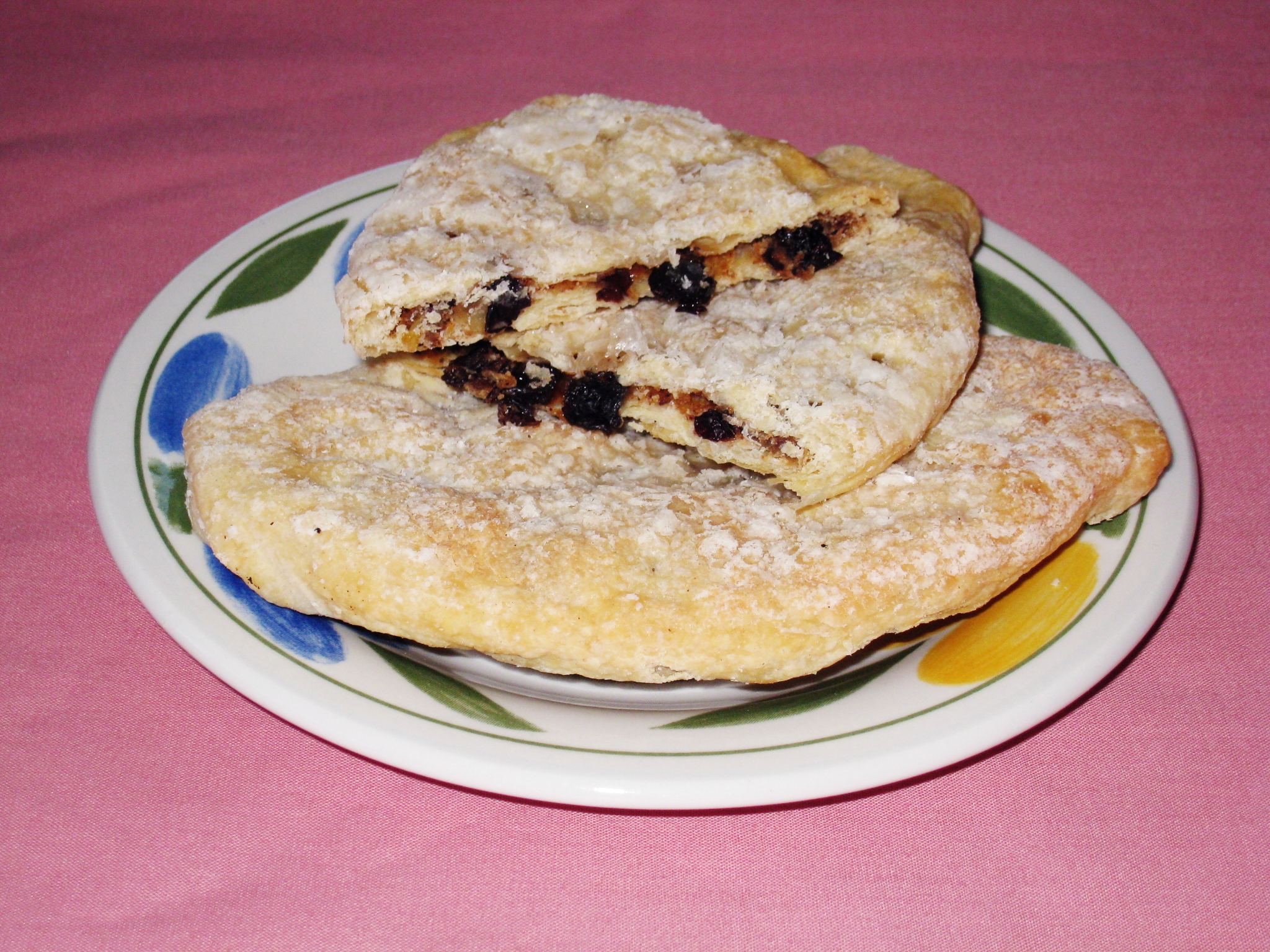
Banbury cakes

Ein Banbury cake ist ein gewürztes, flaches Gebäck aus Blätterteig, das mit Korinthen gefüllt wird. Die britische Spezialität wurde im 16. Jahrhundert erstmals von Edward Welchman zubereitet, der seinen Laden in der Parsons Street in der mittelenglischen Stadt Banbury betrieb.